# بيزبول رفرنس.كوم
Baseball-Reference.com هو موقع يوفر إحصائيات البيسبول لكل لاعب في تاريخ دوري البيسبول. غالبًا ما يتم استخدام الموقع من قبل المؤسسات الإعلامية الكبرى ومذيعي البيسبول كمصدر للإحصائيات. وهو يقدم مجموعة متنوعة من أدوات القياس المتقدمة للبيسبول بالإضافة إلى «إحصائيات العد» التقليدية للبيسبول.
Baseball-Reference.com هو جزء من شركة سبورتس رفرنس؛ وفقًا لمقال نشر في مجلة «ستريت آند سميث» للأعمال الرياضية، يزور مواقع الشركة أكثر من مليون مستخدم فريد شهريًا.

## روابط خارجية
- الموقع الرسمي